# 棘尾蜥属
棘尾蜥属（学名：Saara）是舊大陸鬣蜥科的一属，也是王者蜥的姊妹屬。

## 本屬物种
本属包括以下物種：
- 伊朗棘尾蜥 Saara asmussi (STRAUCH, 1863)
- 哈氏棘尾蜥 Saara hardwickii (GRAY, 1827)
- 伊拉克棘尾蜥 Saara loricata (BLANFORD, 1874)